# جورج كرامر (لاعب شطرنج)
جورج كرامر (بالإنجليزية: George Mortimer Kramer)‏ هو لاعب شطرنج أمريكي، ولد في 15 مايو 1929 في نيويورك في الولايات المتحدة.

## وصلات خارجية
- جورج كرامر على موقع الاتحاد الدولي للشطرنج (الإنجليزية)
- جورج كرامر على موقع مباريات الشطرنج (الإنجليزية)
- جورج كرامر على موقع 365Chess.com (الإنجليزية)
- جورج كرامر على موقع Chesstempo.com (الإنجليزية)
- جورج كرامر على موقع الاتحاد الأمريكي للشطرنج (الإنجليزية)
- جورج كرامر سجل أولمبياد الشطرنج على موقع OlimpBase.org (الإنجليزية)